# 7.2 新しい別の窓
『7.2 新しい別の窓』（ななにー あたらしいべつのまど）は、日本のインターネット配信によるバラエティ番組である。通称：ななにー。全63回。
毎月第一日曜日に、ABEMA（2020年3月まではAbemaTV）のAbemaSPECIAL2チャンネルで生配信されていた。2018年4月1日から2020年3月1日までは、17:00から翌日0:12まで配信。2020年4月5日から2023年6月4日までは、15:00から22:12まで配信。

## 概要
2017年11月の『72時間ホンネテレビ』、2018年1月1日の『27Hunホンノちょっとテレビ』、同30日『72Hunもうちょっとテレビ』が好評を得た稲垣吾郎、草彅剛、香取慎吾3人によるAbemaTV初のレギュラー番組。AbemaTV開局2周年記念番組である。
テーマは『ホンネテレビ』と同じくSNSとされ、SNSを通じて視聴者と3人とつながる「世界初のSNSバラエティ」を標榜する。編成プロデューサーの谷口達彦は、『ホンネテレビ』が3人とSNSの出会いを描いたリアリティーショーだとすれば、当番組はSNSを武器にするまでのリアリティショーだとしている。
内容はライブ、トークなどの企画を原則生配信で送り、移動、休憩の間は事前に収録された企画を配信する。
番組タイトルの『7.2 新しい別の窓』は、『72時間ホンネテレビ』中、草彅により即興で制作された楽曲『新しい別の窓〜略してアベマ〜』が元になっており、3人のファンクラブ名「新しい地図」とAbemaの頭文字を掛け合わせたものになっている。番組発表時は『新しい別の窓』のままであったが、呼びやすさ、記述しやすさを考慮し、本配信時に「7.2（ななにー）」がプラスされた。
初回配信にはゆず、斉藤和義、ヒロミ、ユースケ・サンタマリア、江頭2:50らがゲスト出演。
制作協力会社としては『『ぷっ』すま』と同じケイマックスが入り、草彅・ユースケ・江頭が『『ぷっ』すま』最終回以来の共演を果たした。
また、香取とともに『天声慎吾』レギュラーだったキャイ〜ンの天野ひろゆきも初回から出演。第2回からは相方のウド鈴木、第3回からは「みちょぱ」こと池田美優も加わり、実質的なレギュラー出演者として企画進行や企画間のつなぎトークなども務めた。草彅はキャイ〜ンのマネージャーに「ななにーがあるのはキャイ〜ンさんのお陰だと思っています」と感謝を伝えたという。後に、お笑いコンビのEXITも準レギュラーに加わった。
前述のように番組開始時は17:00開始だった配信時間は、2020年4月より15:00開始に変更された。これは夜景のみの生配信を変えたかったこと、昼の時間帯に伸びることで出られるゲストが増えることから試みられた。
2023年6月4日の配信をもって、約5年にわたって続けられた月1回・7.2時間の生配信である『7.2 新しい別の窓』を終了。当初は10月よりリニューアルされる予定だった。その間、事前番組として7月30日『72分タクシー 〜出発進行編〜』（7分20秒）、8月20日『72分タクシー』（72分）、9月24日『ななにー企画会議』（72分）、10月29日『【ななにー特番】番組が間に合いませんでした。』（27分）を配信した。
2023年11月5日から後継番組『ななにー 地下ABEMA』が、72分の収録番組として開始された。

## 出演者

### レギュラー
- 稲垣吾郎[注 5][注 6]
- 草彅剛
- 香取慎吾

### 準レギュラー
配信回によっては、出演しない場合もある。
- キャイ〜ン（天野ひろゆき・ウド鈴木） - (第1回～[注 7])
- 池田美優（みちょぱ）[注 8][注 9] - (第3回～)
- 安東弘樹 - (第19回～第57回) 進行、実況を担当。EXITが準レギュラーに加わってからは、出演回数が少なくなった。
- EXIT（りんたろー。・兼近大樹）[注 10] - (第27回～)

過去の準レギュラー
- 田中大貴 - (第2回～第15回) 進行、実況を担当。
- 成田緑夢 - (第2回～第14回)[注 11]

### ゲスト
3回以上生配信に出演したゲストを挙げる。一部、収録企画やリモートでの出演も含む。
- 男色ディーノ - (第1回、第10回、第21回、第32回) 第10回以外は罰ゲーム執行役を担当。
- 関根勤 - (第2回、第3回、第5回、第6回、第10回、第14回、第22回、第26回、第34回[注 12]、第61回)
- カンニング竹山 - (第2回、第4回、第11回、第28回、第44回、第50回) 初期はキャイ〜ン不在時に進行を担当。
- りゅうちぇる - (第2回、第4回、第12回)
- 柳ゆり菜 - (第2回、第9回、第10回、第22回)
- ぼくのりりっくのぼうよみ（たなか[注 13]） - (第2回、第10回、第22回、第26回)
- 大久保佳代子 - (第2回、第14回[注 14]、第20回、第26回、第42回)
- 歌広場淳 - (第3回、第4回[注 15]、第6回)
- 菊地亜美 - (第3回、第5回、第12回、第15回、第22回)
- 津田寛治 - (第3回、第9回、第36回)
- 純烈 - (第4回、第10回、第22回)
- 阿佐ヶ谷姉妹 - (第4回、第12回、第21回、第22回、第34回[注 12])
- 山崎弘也 - (第4回、第15回、第22回、第28回、第34回、第46回、第58回) 第22回以降、元日の配信に毎年出演した。
- 川谷絵音 - (第6回[注 16]、第9回、第10回、第26回)
- 綾小路翔 - (第6回[注 17]、第19回、第26回)
- 中村獅童 - (第7回[注 18]、第14回、第52回、第59回)
- 高橋克典 - (第8回[注 19]、第20回、第26回、第40回、第58回)
- Mr.シャチホコ - (第10回、第11回、第19回、第22回)
- SASUKE[注 20] - (第10回、第14回、第49回)
- 飯尾和樹 - (第10回、第19回、第21回、第34回[注 12]、第37回[注 21]、第61回[注 21])
- 武尊 - (第10回、第19回、第21回)
- 尾上松也 - (第10回、第30回、第59回)
- 鈴木紗理奈 - (第11回、第12回、第20回)
- 原口あきまさ - (第11回、第36回、第52回)
- 釈由美子 - (第12回、第18回、第22回)
- 斎藤工 - (第13回、第37回、第60回)
- 満島真之介 - (第16回、第20回、第32回)
- Matt - (第16回、第21回、第25回[注 22]、第34回[注 12])
- 白石和彌 - (第16回[注 23]、第41回、第50回)
- MEGUMI - (第18回、第36回、第60回)
- 神田愛花 - (第20回、第21回、第41回)
- 薄幸 - (第27回[注 24]、第53回、第62回)
- 3時のヒロイン - (第31回、第34回[注 12]、第47回)
- 浅田舞 - (第32回、第41回、第44回)
- 尾形貴弘 - （第35回、第47回、第62回）
- 鬼越トマホーク - （第42回、第60回、第62回）
- ヨネダ2000 - (第46回、第49回、第58回)

## 主なコーナー・企画
番組内の企画は配信回によって異なり、ライブ、トーク、ゲーム、スポーツ・アトラクションなどの体験、観光・街歩きなど多岐にわたった。番組初期はレギュラーの3人が出演するCMの派生企画や、3人に関わっている記者会見が番組内に組み込まれることもあった。生配信での企画はほとんどが東京都内で行われたが、第5回の生配信企画は全編京都にて行われた。
主な企画としては、以下のようなものがあった。

### ななにースペシャルライブ
第1回より配信。毎回アーティストを招き、稲垣、草彅、香取を交えて、観客の前でミニライブを行う。
第24回以降は、新型コロナウイルス感染症の拡大防止の観点から、観客無しで配信された。
| 配信回    | ゲストアーティスト                                                         |
| --------- | -------------------------------------------------------------------------- |
| 第01回    | ゆず / 斉藤和義                                                            |
| 第02回    | ぼくのりりっくのぼうよみ                                                   |
| 第03回    | 水曜日のカンパネラ                                                         |
| 第04回    | ゴールデンボンバー                                                         |
| 第05回    | 夏川りみ                                                                   |
| 第06回    | 氣志團 / ゲスの極み乙女。                                                  |
| 第07回    | 小林幸子                                                                   |
| 第08回    | クレイジーケンバンド                                                       |
| 第09回    | 木村カエラ / 東京ゲゲゲイ                                                  |
| 第10回    | 元日SPライブ                                                               |
| 第11回    | スチャダラパー                                                             |
| 第12回    | KREVA                                                                      |
| 第13回    | きゃりーぱみゅぱみゅ                                                       |
| 第14回    | 平成最後のななにーオープニングライブ ななにー平成名曲ライブ 令和初SPライブ |
| 第15回    | ファンキー加藤                                                             |
| 第16回    | BiSH                                                                       |
| 第18回    | SCANDAL                                                                    |
| 第19回    | 真心ブラザーズ                                                             |
| 第20回    | 特別企画「歌で日本に元気を!」                                              |
| 第21回    | なし（レギュラー3人のみ）                                                  |
| 第22回    | 香取慎吾、TeddyLoid、たなか、BiSH / m-flo                                  |
| 第23回    | 相川七瀬                                                                   |
| 第24回    | BARBEE BOYS                                                                |
| 第27回    | なし（レギュラー3人のみ）                                                  |
| 第28回    | 山内惠介                                                                   |
| 第29回    | なし（レギュラー3人のみ）                                                  |
| 第30回    | なし（レギュラー3人のみ）                                                  |
| 第31回    | 高橋優                                                                     |
| 第32回    | Ku-Wa de MOMPE（石橋貴明、マッコイ斎藤）                                   |
| 第34回    | 元日SPライブ                                                               |
| 第35回    | 広瀬香美                                                                   |
| 第36回    | バズりソングメドレー                                                       |
| 第37回    | なし（レギュラー3人のみ）                                                  |
| 第38回    | なし（レギュラー3人のみ）                                                  |
| 第39回    | Novelbright / 川崎鷹也、チャラン・ポ・ランタン / WONK                      |
| 第41回    | なし（レギュラー3人のみ）                                                  |
| 第42回    | なし（レギュラー3人のみ）                                                  |
| 第43回    | PUFFY                                                                      |
| 第44回    | なし（レギュラー3人のみ）                                                  |
| 第45回    | 緑黄色社会 / CHAI / ウルフルズ                                             |
| 第46回 ～ | エンディング『だったらdance!!』                                            |
| 第51回    | 香取慎吾SPソロライブ                                                       |
| 第54回    | IVVY、CUBERS、SUPER★DRAGON、BMK                                            |
| 第56回    | 千秋 / 水曜日のカンパネラ                                                  |
| 第57回    | GENERATIONS from EXILE TRIBE                                               |
| 第58回    | 郷ひろみ                                                                   |

### ホンネトーク
第1回より配信。ゲストを迎え、本音で語り合うトーク企画。
第7回は、香取がルーブル美術館地下ホールで開いた個展「NAKAMA des ARTS」に関連した「ななにーinパリ」を配信。香取と中村獅童・東京ゲゲゲイのトーク、稲垣・草彅のパリ観光企画と併せて、レギュラー3人による、CULEN移籍と「新しい地図」始動から1年が経ったことについての「ホンネトーク」が配信された。
下表は、「ホンネトーク」と題した企画、またはトークのみの企画のゲストを記すが、ゲストと他の企画を行っている中でロングトークに発展することも多かった。
| 配信回 | ゲスト                               |
| ------ | ------------------------------------ |
| 第01回 | ヒロミ、ユースケ・サンタマリア       |
| 第02回 | 片岡愛之助 / たけし軍団              |
| 第04回 | 髙嶋政宏、山崎弘也 / 藤原紀香        |
| 第05回 | 中村江里子 / 名取裕子                |
| 第07回 | なし（レギュラー3人のみ）            |
| 第10回 | 古舘伊知郎                           |
| 第13回 | 爆笑問題（太田光・田中裕二）         |
| 第16回 | 梅沢富美男                           |
| 第22回 | 今田耕司                             |
| 第23回 | ローラ                               |
| 第24回 | 加藤浩次                             |
| 第26回 | リモートななにー                     |
| 第29回 | 中山秀征                             |
| 第30回 | 佐藤二朗                             |
| 第31回 | ピーコ / 松重豊                      |
| 第33回 | 佐藤浩市                             |
| 第34回 | 森且行 / 田村淳                      |
| 第37回 | ハリセンボン（近藤春菜・箕輪はるか） |
| 第38回 | 立川志らく                           |
| 第44回 | EXIT                                 |
| 第45回 | 吉沢亮                               |
| 第49回 | 千原ジュニア / 小泉今日子            |
| 第50回 | 坂上忍                               |
| 第51回 | 海原やすよ・ともこ / 見取り図        |
| 第52回 | 梨花 / 是枝裕和                      |
| 第53回 | 金沢知樹                             |
| 第54回 | 大竹しのぶ                           |
| 第56回 | 千秋                                 |
| 第58回 | 郷ひろみ / 貴乃花光司 / 田中碧       |
| 第63回 | 一ノ瀬ワタル                         |

### YouTuber草彅
第1回より配信。草彅のYouTuberとしての活動に関連した収録企画。草彅とゲストが様々なゲームや対決を行う。後日、ユーチューバー草彅チャンネルにこの模様がアップされることがある。
第38回はABEMAの番組『水溜りボンドの青春動画荘』とコラボした生配信企画を実施した。同番組に出演するYouTuber3組のほか、レギュラー、準レギュラーメンバーも参加した。
| 配信回 | ゲスト                                     |
| ------ | ------------------------------------------ |
| 第01回 | 若手芸人                                   |
| 第03回 | 白井晃、松尾諭                             |
| 第05回 | 水溜りボンド                               |
| 第09回 | 出川哲朗                                   |
| 第10回 | 出川哲朗                                   |
| 第23回 | ローラ                                     |
| 第38回 | 水溜りボンド、アバンティーズ、北の打ち師達 |

### ななにー人狼ゲーム
第2回より配信。嘘をつくこととそれを見抜くことが重要であることから「芝居力No.1決定戦」と銘打たれた。
レギュラー3人とゲスト6人の計9人で、人狼ゲームを行う。以下に示す、番組独自のルールが用いられる。
- 9人のプレイヤーは、市民チーム（7人）と人狼チーム（2人）に振り分けられる。市民チームのうち1人（第5回までは2人）には、「騎士」の役職が与えられる。
  - 市民チームの勝利条件は、人狼を2人とも追放すること。
  - 人狼チームの勝利条件は、残っている市民チームと人狼チームのプレイヤー数が同数になること。
  - 一般的な人狼ゲームにある他プレイヤーが「人狼」か「市民」かを把握できる「占い師」の役職は、追放されるプレイヤーの追放時に「人狼」か「市民」かが発表される為、用意されていない。
- 各プレイヤーは、ゲーム開始前に裏向きの9枚のカードから1枚ずつ選び、その内容によって自分のチーム・役職が決定する。カードは1人ずつ確認し、確認後には（自分が騎士や人狼であっても）「私は市民です」と宣言する。
  - 第5回までは、ゲーム開始前にカードが各プレイヤーに配られていた。また、役職の配役はランダムではなく、スタッフによって決められていることが出演者により言明されていた。
  - 市民チームは他プレイヤーの役職を知ることはできないが、人狼チームはお互いが誰かを知り、ゲーム開始直前に作戦を練ることができる。この間は、市民チームのプレイヤーはセット内の個室にて、大音量のヘッドホンを付けた状態で待機する。
- ゲームは、朝の「追放会議」のターンと、夜の「人狼による捕食」のターンに分かれる。
- 追放会議では、残っているプレイヤーで「誰が人狼か」を話し合い、最終的な投票で最も多く票を集めたプレイヤーが退場となる。
  - 話し合いのきっかけとして、会議の前に各自が「一番人狼だと思われるプレイヤー」の写真パネルを立てる。
  - 回によっては、SNSを用いた視聴者による人狼予想が行われ、プレイヤーはその予想結果を投票の参考にすることができる。
  - 投票の最多票を集めたプレイヤーが複数いる場合は、再度の話し合いと投票が行われる。
  - 最多票を投じられたプレイヤーは、最後に一言を言い残し、そのプレイヤーが「人狼」か「市民」（騎士の場合も市民と発表される）かが発表され「追放」される。退場後は、実況席にてコメントに加わる。
    - 第20回以前はセットにあるギロチンによって「処刑」され（あくまで演出であり、身体への害はない）、退場していた。
    - 第27回と第28回、第35回では退場者の実況席への合流が無かった。
- 会議終了後、人狼が残っている場合は捕食が行われ、人狼チームに指名されたプレイヤーは退場となる。この間も、市民チームのプレイヤーは個室にて待機する。
  - 騎士が残っている場合は、騎士は個室にて自分以外から1人を指名して護衛する。護衛対象と人狼の捕食対象のプレイヤーが同じときは、捕食を阻止できる。
- どちらかのチームの勝利条件が満たされるまで、上記の追放会議と捕食が繰り返される。
- ゲーム終了後には、実況・解説席の天野ひろゆき（第2,3回はDaiGo）から、今回のMVPが発表される。MVPは名誉のみであり、賞品は無い。
- 第47回は新型コロナウイルス感染症のまん延防止等重点措置が東京都に適用された状況のため、各プレイヤーが個室にてゲームを行うリモート形式で行われた。

#### 人狼ゲーム参加者
太字はMVP
| 配信回 | 配信回 | プレイヤー             | プレイヤー   | プレイヤー        | プレイヤー   | プレイヤー   | プレイヤー        | プレイヤー | プレイヤー | プレイヤー | 実況     | 実況・解説席                                                                                |
| ------ | ------ | ---------------------- | ------------ | ----------------- | ------------ | ------------ | ----------------- | ---------- | ---------- | ---------- | -------- | ------------------------------------------------------------------------------------------- |
| 第2回  | 第2回  | 岩下尚史               | 大久保佳代子 | 大鶴義丹          | 木下ほうか   | 関根勤       | 柳ゆり菜          | 稲垣吾郎   | 草彅剛     | 香取慎吾   | 田中大貴 | DaiGo                                                                                       |
| 第3回  | 第1戦  | 歌広場淳               | 菊地亜美     | 関根勤            | 津田寛治     | 宮川一朗太   | 渡辺大            | 稲垣吾郎   | 草彅剛     | 香取慎吾   | 田中大貴 | DaiGo                                                                                       |
| 第3回  | 第2戦  | 歌広場淳               | 菊地亜美     | 関根勤            | 津田寛治     | 宮川一朗太   | 渡辺大            | 稲垣吾郎   | 草彅剛     | 香取慎吾   | 田中大貴 | DaiGo                                                                                       |
| 第5回  | 第1戦  | 梶原善                 | 菊地亜美     | 篠田麻里子        | 関根勤       | 名取裕子     | 森脇健児          | 稲垣吾郎   | 草彅剛     | 香取慎吾   | 田中大貴 | 天野ひろゆき、ウド鈴木                                                                      |
| 第5回  | 第2戦  | 梶原善                 | 菊地亜美     | 篠田麻里子        | 関根勤       | 名取裕子     | ウド鈴木          | 稲垣吾郎   | 草彅剛     | 香取慎吾   | 田中大貴 | 天野ひろゆき、森脇健児                                                                      |
| 第6回  | 第1戦  | 池田美優               | 歌広場淳     | 関根勤            | 田中要次     | 濱津隆之     | 真魚              | 稲垣吾郎   | 草彅剛     | 香取慎吾   | 田中大貴 | 天野ひろゆき、ウド鈴木、マギー                                                              |
| 第6回  | 第2戦  | 池田美優               | 歌広場淳     | マギー            | 田中要次     | 濱津隆之     | 真魚              | 稲垣吾郎   | 草彅剛     | 香取慎吾   | 田中大貴 | 天野ひろゆき、ウド鈴木、関根勤                                                              |
| 第9回  | 第1戦  | 津田寛治               | 池田美優     | 田中要次          | 柳ゆり菜     | 川谷絵音     | 中村静香          | 稲垣吾郎   | 草彅剛     | 香取慎吾   | 田中大貴 | 天野ひろゆき、ウド鈴木                                                                      |
| 第9回  | 第2戦  | 津田寛治               | 池田美優     | 田中要次          | ウド鈴木     | 川谷絵音     | 中村静香          | 稲垣吾郎   | 草彅剛     | 香取慎吾   | 田中大貴 | 天野ひろゆき、柳ゆり菜                                                                      |
| 第12回 | 第1戦  | 鈴木紗理奈             | 橋本マナミ   | 渡辺江里子        | 藤本美貴     | かたせ梨乃   | 釈由美子          | 稲垣吾郎   | 草彅剛     | 香取慎吾   | 田中大貴 | 天野ひろゆき、ウド鈴木、菊地亜美、木村美穂                                                  |
| 第12回 | 第2戦  | 鈴木紗理奈             | 橋本マナミ   | 木村美穂          | 菊地亜美     | かたせ梨乃   | 釈由美子          | 稲垣吾郎   | 草彅剛     | 香取慎吾   | 田中大貴 | 天野ひろゆき、ウド鈴木、渡辺江里子                                                          |
| 第20回 | 第1戦  | 大久保佳代子           | 神保悟志     | 神田愛花          | 満島真之介   | 早見あかり   | 高橋克典          | 稲垣吾郎   | 草彅剛     | 香取慎吾   | 安東弘樹 | 天野ひろゆき、ウド鈴木、 池田美優、水野勝、鈴木紗理奈、麻木久仁子                           |
| 第20回 | 第2戦  | 池田美優               | 水野勝       | 鈴木紗理奈        | 満島真之介   | 坂井真紀     | 麻木久仁子        | 稲垣吾郎   | 草彅剛     | 香取慎吾   | 安東弘樹 | 天野ひろゆき、ウド鈴木、 大久保佳代子、早見あかり、高橋克典                                 |
| 第27回 | 第1戦  | ファーストサマーウイカ | 眞島秀和     | 兼近大樹          | りんたろー。 | 池田美優     | 宮崎謙介 金子恵美 | 稲垣吾郎   | 草彅剛     | 香取慎吾   | 安東弘樹 | 天野ひろゆき、ウド鈴木                                                                      |
| 第27回 | 第2戦  | ファーストサマーウイカ | 眞島秀和     | 兼近大樹          | RENA         | 橋本梨菜     | 小手伸也          | 稲垣吾郎   | 草彅剛     | 香取慎吾   | 安東弘樹 | 天野ひろゆき、ウド鈴木、池田美優                                                            |
| 第27回 | 第3戦  | ファーストサマーウイカ | 眞島秀和     | 宮崎謙介 金子恵美 | RENA         | 橋本梨菜     | 小手伸也          | 稲垣吾郎   | 草彅剛     | 香取慎吾   | 安東弘樹 | 天野ひろゆき、ウド鈴木、池田美優                                                            |
| 第28回 | 第1戦  | カンニング竹山         | 児嶋一哉     | 最上もが          | 兼近大樹     | りんたろー。 | 本仮屋ユイカ      | 稲垣吾郎   | 草彅剛     | 香取慎吾   | 安東弘樹 | 天野ひろゆき、ウド鈴木、池田美優                                                            |
| 第28回 | 第2戦  | カンニング竹山         | 児嶋一哉     | 最上もが          | 遼河はるひ   | 山内惠介     | 池田美優          | 稲垣吾郎   | 草彅剛     | 香取慎吾   | 安東弘樹 | 天野ひろゆき、ウド鈴木                                                                      |
| 第28回 | 第3戦  | カンニング竹山         | 児嶋一哉     | ウド鈴木          | 遼河はるひ   | 山内惠介     | 池田美優          | 稲垣吾郎   | 草彅剛     | 香取慎吾   | 安東弘樹 | 天野ひろゆき                                                                                |
| 第32回 | 第1戦  | トリンドル玲奈         | 浅田舞       | 満島真之介        | 兼近大樹     | りんたろー。 | 池田美優          | 稲垣吾郎   | 草彅剛     | 香取慎吾   | 安東弘樹 | 天野ひろゆき、ウド鈴木、児嶋一哉、山本千尋                                                  |
| 第32回 | 第2戦  | トリンドル玲奈         | 浅田舞       | 満島真之介        | ナダル       | 児嶋一哉     | 山本千尋          | 稲垣吾郎   | 草彅剛     | 香取慎吾   | 安東弘樹 | 天野ひろゆき、ウド鈴木、池田美優                                                            |
| 第32回 | 第3戦  | 池田美優               | 兼近大樹     | 満島真之介        | ナダル       | 児嶋一哉     | 山本千尋          | 稲垣吾郎   | 草彅剛     | 香取慎吾   | 安東弘樹 | 天野ひろゆき、ウド鈴木、浅田舞                                                              |
| 第35回 | 第1戦  | ゆりやんレトリィバァ   | 尾形貴弘     | 松田ゆう姫        | クロちゃん   | 池田美優     | りんたろー。      | 稲垣吾郎   | 草彅剛     | 香取慎吾   | 安東弘樹 | 天野ひろゆき、ウド鈴木、兼近大樹                                                            |
| 第35回 | 第2戦  | 加藤清史郎             | 尾形貴弘     | すみれ            | ヴァンビ     | ゆん         | 兼近大樹          | 稲垣吾郎   | 草彅剛     | 香取慎吾   | 安東弘樹 | 天野ひろゆき、ウド鈴木、池田美優、りんたろー。                                              |
| 第35回 | 第3戦  | ゆりやんレトリィバァ   | 武井壮       | すみれ            | ヴァンビ     | ゆん         | 瀧川鯉斗          | 稲垣吾郎   | 草彅剛     | 香取慎吾   | 安東弘樹 | 天野ひろゆき、ウド鈴木、池田美優、 りんたろー。、兼近大樹                                   |
| 第35回 | 第4戦  | 加藤清史郎             | 武井壮       | 松田ゆう姫        | クロちゃん   | 池田美優     | 瀧川鯉斗          | 稲垣吾郎   | 草彅剛     | 香取慎吾   | 安東弘樹 | 天野ひろゆき、ウド鈴木、りんたろー。、兼近大樹                                              |
| 第47回 | 第1戦  | 福田麻貴               | 尾形貴弘     | 和泉元彌          | 花乃まりあ   | 池田美優     | 兼近大樹          | 稲垣吾郎   | 草彅剛     | 香取慎吾   | 安東弘樹 | 天野ひろゆき、ウド鈴木、りんたろー。、 ゆめっち、かなで                                     |
| 第47回 | 第2戦  | ゆめっち               | 尾形貴弘     | 和泉元彌          | 花乃まりあ   | くっきー!    | りんたろー。      | 稲垣吾郎   | 草彅剛     | 香取慎吾   | 安東弘樹 | 天野ひろゆき、ウド鈴木、兼近大樹、 池田美優、福田麻貴、かなで                               |
| 第47回 | 第3戦  | ゆめっち               | かなで       | 尾上松也          | 寺脇康文     | くっきー!    | 池田美優          | 稲垣吾郎   | 草彅剛     | 香取慎吾   | 安東弘樹 | 天野ひろゆき、ウド鈴木、りんたろー。、 兼近大樹、福田麻貴                                   |
| 第47回 | 第4戦  | 福田麻貴               | かなで       | 尾上松也          | 寺脇康文     | りんたろー。 | 兼近大樹          | 稲垣吾郎   | 草彅剛     | 香取慎吾   | 安東弘樹 | 天野ひろゆき、ウド鈴木、池田美優、ゆめっち                                                  |
| 第57回 | 第1戦  | トラウデン直美         | 青山テルマ   | 竹内由恵          | 野間口徹     | 池田美優     | りんたろー。      | 稲垣吾郎   | 草彅剛     | 香取慎吾   | 安東弘樹 | 天野ひろゆき、ウド鈴木、兼近大樹                                                            |
| 第57回 | 第2戦  | トラウデン直美         | 青山テルマ   | 竹内由恵          | 野間口徹     | 武尊         | 兼近大樹          | 稲垣吾郎   | 草彅剛     | 香取慎吾   | 安東弘樹 | 天野ひろゆき、ウド鈴木、池田美優、りんたろー。                                              |
| 第57回 | 第3戦  | 和田まんじゅう         | JP           | 髙木菜那          | 矢田亜希子   | 武尊         | タカ              | 稲垣吾郎   | 草彅剛     | 香取慎吾   | 安東弘樹 | 天野ひろゆき、ウド鈴木、池田美優、兼近大樹、 りんたろー。、トシ、青山フォール勝ち、岸健之助 |
| 第57回 | 第4戦  | 青山フォール勝ち       | JP           | 髙木菜那          | 矢田亜希子   | トシ         | タカ              | 稲垣吾郎   | 草彅剛     | 香取慎吾   | 安東弘樹 | 天野ひろゆき、ウド鈴木、池田美優、兼近大樹、 りんたろー。、和田まんじゅう、岸健之助         |

#### ななにー!初めましてトーク 人狼パドック / ななにー人狼!フロントトーク
「ななにー人狼ゲーム」の開始前に、初共演や久々の共演となる参加者ゲストに対して、心理テストや性格診断テストを行いトークを展開する。
| 配信回 | ゲスト                                                 |
| ------ | ------------------------------------------------------ |
| 第35回 | 松田ゆう姫、ゆりやんレトリィバァ、尾形貴弘、クロちゃん |
| 第35回 | すみれ、加藤清史郎、ヴァンゆん                         |
| 第35回 | 瀧川鯉斗、武井壮                                       |

| 配信回 | ゲスト                                         |
| ------ | ---------------------------------------------- |
| 第57回 | 野間口徹、トラウデン直美、竹内由恵、青山テルマ |
| 第57回 | 髙木菜那、矢田亜希子、武尊、JP、ネルソンズ     |

### ななにーツーリング
第4回より配信。バイクを趣味とする草彅が、ゲストと共にツーリングやレジャー・観光などを楽しむ企画。
| 配信回 | ゲスト   | ロケ場所 |
| ------ | -------- | -------- |
| 第4回  | 市原隼人 | 神奈川県 |
| 第8回  | 高橋克典 | 徳島県   |

### ななにーSNSディナー
第6回より配信。ゲストとのトークを交えつつ、絶品料理を賭けたゲームを行う。
- 訪れた飲食店で人気の料理が4品紹介され、レギュラー3人とゲストは、その中から「視聴者が一番食べたい料理」を予想する。視聴者の投票は、香取または草彅のツイッター（現X）アカウントのアンケート機能を用いて行われる。
- 予想を的中させた出演者のみ、その料理を食べることができる。
- ゲームは2回戦行われる（第9回、第13回は1回戦のみ）。第7回にて、第6回で全敗した稲垣が、配信終了まで何も食べられなかったことを明かした。ただし、第8回、第13回は、その後配信された企画の中で、敗者も食事にありつけた。

| 配信回 | ゲスト           |
| ------ | ---------------- |
| 第06回 | 東出昌大         |
| 第07回 | 遠藤憲一         |
| 第08回 | 剛力彩芽、片桐仁 |
| 第09回 | 木村カエラ       |
| 第13回 | 斎藤工           |

### ななにーNEWS
第6回より配信。おもに車による移動の時間を用いて行われる。コロナウイルス禍以降はスタジオ転換時などでの配信が多い。レギュラーの3人が関わった前月のネットニュースをリストアップし、振り返る。

### パジャマトーク
第15回より配信。複数のゲストを招き、出演者全員がパジャマ姿になってざっくばらんに語らうトーク企画。この企画では、準レギュラー出演者もトークに参加した。
第15回にて実施したところ、出演者から「またやりたい」と好評を得たため、シリーズ企画となった。
| 配信回 | ゲスト                                                 |
| ------ | ------------------------------------------------------ |
| 第15回 | YOU、金子恵美、道端アンジェリカ、菊地亜美              |
| 第16回 | 音尾琢真、小西真奈美、水野美紀、満島真之介、橋本マナミ |
| 第18回 | MEGUMI、釈由美子、小手伸也、岡田結実、品川祐           |
| 第44回 | 磯村勇斗、板垣李光人、野村周平、藤井夏恋、愛希れいか   |
| 第55回 | NANAMI、上野まな、椿かおり、濱口善幸                   |

### インテリゴロウ
第16回より配信。稲垣をホストとする、収録型のトーク企画。映画監督や作家などの文化人をゲストに迎え、稲垣や視聴者からの質問に答えてもらうなど、そのゲストに切り込んだトークを行う。
かつて稲垣が出演した『ゴロウ・デラックス』の内容を、ゲストの幅を拡げて引き継いだ企画と言える。
| 配信回 | ゲスト                       |
| ------ | ---------------------------- |
| 第16回 | 白石和彌                     |
| 第17回 | 中塚翠涛                     |
| 第18回 | クエンティン・タランティーノ |
| 第19回 | 上田慎一郎                   |
| 第20回 | 東村アキコ                   |
| 第21回 | 箕輪厚介                     |
| 第22回 | ポン・ジュノ、ソン・ガンホ   |
| 第23回 | 浅田次郎                     |
| 第24回 | 朝井リョウ                   |
| 第25回 | 又吉直樹                     |
| 第27回 | 近藤芳正、西村まさ彦         |
| 第28回 | 凪良ゆう                     |
| 第29回 | 高山羽根子                   |
| 第30回 | 内田英治                     |
| 第31回 | 黒沢清                       |
| 第32回 | 辻村深月                     |
| 第33回 | 末永匡                       |
| 第36回 | 犬山紙子                     |
| 第37回 | 湊かなえ                     |
| 第38回 | 若松節朗                     |
| 第39回 | 町田そのこ                   |
| 第40回 | 武正晴                       |
| 第41回 | 中野信子                     |
| 第42回 | 吉本ばなな                   |
| 第43回 | 澤田瞳子                     |
| 第45回 | 坪田文                       |
| 第46回 | 林真理子                     |
| 第47回 | 岩井俊二                     |
| 第48回 | ジェーン・スー               |
| 第49回 | 今村翔吾                     |
| 第50回 | 李相日                       |
| 第51回 | 阪本順治                     |
| 第52回 | 浦沢直樹                     |
| 第53回 | 五味弘文                     |
| 第54回 | 市井昌秀                     |
| 第55回 | 結城真一郎                   |
| 第56回 | 今泉力哉                     |
| 第57回 | 金谷かほり                   |
| 第58回 | ニコライ・バーグマン         |
| 第59回 | 日比野コレコ                 |
| 第60回 | 中川駿                       |
| 第61回 | 千早茜                       |
| 第62回 | 椎木里佳                     |
| 第63回 | 石田健                       |

### ななにー!どうも初めまして! / ななにー!お久しぶりです!
第23回より配信。「どうも初めまして!」ではレギュラーの3人とは初共演となるゲスト、「お久しぶりです!」ではレギュラー3人それぞれと久々の共演となるゲストを招き、初対面、もしくは久しぶりだからこそのトークやクイズ、ゲストがレギュラーと体験したいことなどを行う。
| 配信回 | ゲスト                                                   |
| ------ | -------------------------------------------------------- |
| 第23回 | 滝沢カレン、トム・ブラウン、Yes!アキト、駆け抜けて軽トラ |
| 第27回 | 豆柴の大群、納言、りりあ。、EXIT、フワちゃん             |
| 第33回 | コロコロチキチキペッパーズ、松本まりか                   |
| 第59回 | 浅香航大、渡邊圭祐、大空ゆうひ                           |

| 配信回 | レギュラー       | ゲスト                           |
| ------ | ---------------- | -------------------------------- |
| 第28回 | 稲垣             | 岩下尚史、加藤和樹、友近         |
| 第28回 | 草彅             | 大熊英司、本仮屋ユイカ           |
| 第28回 | 香取             | 勝俣州和、速水もこみち、山崎弘也 |
| 第29回 | 稲垣、草彅、香取 | 渡辺直美                         |
| 第30回 | 香取             | ベッキー                         |
| 第30回 | 稲垣             | 小島慶子                         |
| 第30回 | 草彅             | 池田成志                         |
| 第33回 | 稲垣             | 横山めぐみ                       |
| 第33回 | 草彅             | 三瓶                             |
| 第33回 | 香取             | 中島美嘉、藤巻亮太、戸田恵子     |
| 第41回 | 稲垣、草彅、香取 | 久本雅美、柴田理恵               |

### 新型コロナウイルス感染症についてトーク
第26回より配信。各都道府県の知事や専門家がリモートまたは中継で出演し、レギュラー3人と新型コロナウイルス感染症に関する現況や感染防止対策などのトークを行う。知事の場合は、各都道府県をPRするトークが展開されることもあった。
| 配信回 | ゲスト                               |
| ------ | ------------------------------------ |
| 第26回 | 小池百合子（東京都知事）             |
| 第27回 | 吉村洋文（大阪府知事）               |
| 第28回 | 達増拓也（岩手県知事）               |
| 第30回 | 平井伸治（鳥取県知事）               |
| 第31回 | 大野元裕（埼玉県知事）               |
| 第35回 | 岡田晴恵（白鷗大学教授）             |
| 第37回 | 杉本達治（福井県知事）               |
| 第47回 | 久住英二（ナビタスクリニック理事長） |

### ななにーあるある! / ○○トークSP
第30回より配信。1つのくくりでゲストが登場し、テーマに関連する「あるある」と言われている質問に対してレギュラーの3人とゲストが「YES」か「NO」で回答する。そこからトークを展開する。
第36回からも1つのくくりでゲストが登場するが、妄想でレギュラー3人を配役するトークなど、「あるある」以外の企画でもトークを展開した。映画作品などの出演者によるトークも行われた。
| 配信回 | テーマ                                                                   | ゲスト |
| ------ | ------------------------------------------------------------------------ | --- |
| 第30回 | 俳優・女優編                                                             | 水川あさみ、真飛聖 |
| 第31回 | 若手女優編                                                               | 松本穂香、石井杏奈、武田玲奈、髙橋ひかる                                                                                                 |
| 第36回 | 稲垣草彅香取がお世話になりました!ななにー女優俳優トークSP                | 要潤、関水渚、MEGUMI、片桐仁、津田寛治                                                                                                   |
| 第37回 | 俳優だけど監督もやってますSP                                             | 竹中直人、斎藤工 |
| 第38回 | 人気声優が大集合!ホンネでYES/NOトーク                                    | 三ツ矢雄二、山寺宏一、梶裕貴、伊瀬茉莉也、石川由依、武内駿輔                                                                             |
| 第40回 | ななにー!俳優ターニングポイントクイズ                                    | 桐谷健太、高橋克典、篠田麻里子 |
| 第41回 | ななにー!俳優・監督ターニングポイントクイズ                              | 白石和彌、かたせ梨乃、早乙女太一、宇梶剛士                                                                                               |
| 第43回 | 女優編                                                                   | 天海祐希、新川優愛 |
| 第44回 | ななにー!夢のコラボ ラジオパーソナリティトーク!                          | アルコ&ピース、カンニング竹山、吉田明世、住吉美紀、クリス・ペプラー                                                                      |
| 第45回 | 俳優・女優共感どっち派サミット!                                          | 安田顕、岡田結実 |
| 第47回 | 俳優編                                                                   | 尾上松也、寺脇康文 |
| 第49回 | ななにー!フリーアナ大集合SP                                              | 青木源太、安東弘樹、大島由香里、吉田明世                                                                                                 |
| 第50回 | ななにー!テレビの未来を話してみよう!                                     | 土屋敏男、河瀬大作、明松功、佐久間宣行、池田千尋                                                                                         |
| 第51回 | マジでヤバイ! 舞台で本当にあったYES/NOトーク                             | 三宅弘城、西田尚美 |
| 第51回 | SNSで話題のレジェンド芸能人がやってきた! 芸能界の豪快伝説 聞いちゃうぞSP | 美川憲一、梅沢富美男、研ナオコ |
| 第52回 | ななにー!ものまね座談会                                                  | 原口あきまさ、JP、ミラクルひかる、松村邦洋                                                                                               |
| 第53回 | 俳優・女優編                                                             | 戸次重幸、前田敦子、川島海荷、神尾楓珠                                                                                                   |
| 第54回 | 映画『犬も食わねどチャーリーは笑う』SPトーク                             | 井之脇海、的場浩司、菊地亜美 |
| 第54回 | ななにー!若手男性アイドルと遊んでみよう!                                 | CUBERS、BMK、SUPER★DRAGON、IVVY |
| 第56回 | ななにーでしか聞けない!映画『窓辺にて』SPトーク                          | 中村ゆり、玉城ティナ、佐々木詩音 |
| 第56回 | ドラマ『覆面D』と60分1本勝負!                                            | 関口メンディー、紺野彩夏、曽田陵介 |
| 第56回 | 舞台『守銭奴 ザ・マネークレイジー』俳優陣がやってきた!                   | 佐々木蔵之介、加治将樹、竹内將人、手塚とおる                                                                                             |
| 第58回 | 草彅剛主演!『罠の戦争』ここでしか聞けないプレミアムトーク                | 杉野遥亮、小野花梨、高橋克典 |
| 第59回 | 集まれ!副業で生計立ててます芸人                                          | 三森大輔(スタンダップコーギー)、片岡正徳(オオカミ少年)、THE石原、 槙尾ユウスケ(かもめんたる)、まさえ(うみのいえ)、滝沢秀一(マシンガンズ) |
| 第59回 | 教えて!歌舞伎のいろはにほへと                                            | 尾上菊之助、中村獅童、尾上松也、中村米吉                                                                                                 |
| 第60回 | 映画『零落』プレミアムトーク! / ななにー俳優 漫画座談会!                 | 斎藤工、MEGUMI |
| 第61回 | ななにー!カンコンキンがやってきた!                                       | 関根勤、ずん、イワイガワ |
| 第61回 | 映画『世界の終わりから』SPトーク                                         | 紀里谷和明、冨永愛 |
| 第61回 | 舞台『サンソン -ルイ16世の首を刎ねた男-』SPトーク                        | 白井晃、田山涼成、佐藤寛太 |
| 第62回 | 根掘り葉掘り!ぶっちゃけ俳優トーク                                        | 別所哲也、柚希礼音、ソニン、マギー |
| 第63回 | EXITスクープ! ウソ?ホント?                                               | 鈴木福、川平慈英 |

### ななにー控え室
第39回より配信。各企画のつなぎとして、レギュラーと準レギュラーの出演者が1名ずつ控え室に現れトークを行う。回によって出演者の組み合わせは異なる。
第46回以降は、レギュラー同士、準レギュラー同士やゲストを交えての2ショットトークも行われた。
| 配信回 | 出演者の組み合わせ                              |
| ------ | ----------------------------------------------- |
| 第39回 | 稲垣 & ウド / 草彅 & りんたろー。 / 香取 & 池田 |
| 第40回 | 稲垣 & 池田 / 草彅 & 天野 / 香取 & 兼近         |
| 第41回 | 稲垣 & りんたろー。 / 草彅 & 池田 / 香取 & ウド |
| 第42回 | 草彅 & 兼近 / 香取 & 池田                       |
| 第43回 | 稲垣 & 兼近 / 草彅 & ウド / 香取 & りんたろー。 |
| 第44回 | 香取 & ウド / 草彅 & 池田 / 稲垣 & 天野         |
| 第45回 | 香取 & 天野 / 草彅 & りんたろー。               |
| 第46回 | 池田 & 兼近 / 草彅 & 山崎弘也                   |
| 第48回 | 稲垣 & 池田 / 草彅 & 天野                       |
| 第49回 | 香取 & 兼近 / 稲垣 & りんたろー。 / 草彅 & ウド |
| 第50回 | 稲垣 & 香取 / 稲垣 & 草彅                       |
| 第51回 | 香取 & 兼近                                     |
| 第52回 | 池田 & りんたろー。 / 草彅 & 天野               |
| 第54回 | 草彅 & 池田 / 香取 & ウド / 稲垣 & 天野         |
| 第55回 | 香取 & 池田                                     |
| 第56回 | 草彅 & 兼近 / 香取 & 天野 / りんたろー。 & 池田 |
| 第59回 | 草彅 & ウド / 香取 & 天野                       |
| 第61回 | 草彅 & 池田                                     |

### ななにー!マッチングフレンド
第40回より配信。ゲスト3人（第43回まではレギュラーの3人と初共演）が出演し、レギュラー陣とお互いへの質問や共同作業などを行い、気の合うコンビである「マッチングフレンド」を決定する。
第45回はホンネトークのゲストであった吉沢亮がレギュラーの3人に質問し、最も気の合う「ベストフレンド」を決定した。
| 配信回 | ゲスト                                           | マッチング成功             |
| ------ | ------------------------------------------------ | -------------------------- |
| 第40回 | ジャングルポケット（斉藤慎二・おたけ・太田博久） | 香取 & おたけ              |
| 第43回 | ぼる塾（田辺智加・あんり・きりやはるか）         | 草彅 & きりや、稲垣 & 田辺 |
| 第45回 | 吉沢亮                                           | 稲垣 & 吉沢                |
| 第48回 | 佐藤隆太、岡田義徳、塚本高史                     | 草彅 & 塚本、香取 & 佐藤   |
| 第56回 | ハナコ（菊田竜大・秋山寛貴・岡部大）             | なし                       |

### ななにー!全員チャレンジ
第47回より配信。レギュラーと準レギュラーの出演者が曲芸などに挑み、全員成功することを目指す。第52回では出演者がペアを組んで成果を競う。
これに類似した企画として、第29回ではボウリング企画の一環で、ゲストの中山秀征も含めた10人が投球順以上の本数のピンを倒す「プレッシャーチャレンジ」があった。
| 配信回 | チャレンジ種目                              |
| ------ | ------------------------------------------- |
| 第47回 | カードアタック（カード手裏剣）              |
| 第48回 | 傘回し                                      |
| 第49回 | ハット投げ                                  |
| 第52回 | ダイススタッキング                          |
| 第58回 | 「田中碧選手とリフティング全員チャレンジ!」 |

### ○○の取扱説明書
第51回より配信。レギュラー出演者のうち1人について、他の2人がそのメンバーの扱い方を「取扱説明書」として紹介し、ゲストとの親睦を深める。
| 配信回 | 対象メンバー | ゲスト                                             |
| ------ | ------------ | -------------------------------------------------- |
| 第51回 | 草彅         | 海原やすよ・ともこ                                 |
| 第53回 | 稲垣         | 薄幸、やす子、あぁ〜しらき、オダウエダ、CRAZY COCO |

### その他の大型企画
- THEものマネー
  - 第11回で配信。50人以上のものまねタレントが稲垣・草彅・香取の3チームに分かれてものまねを披露する。各対戦ごとに審査員と視聴者による投票で勝者を決定し、賞金が贈られる。ゲスト審査員はコロッケ、市川右團次、鈴木紗理奈が務めた。
- 夏休み あなたの家に行きます 7.2(なに)したらいいですか?
  - 第17回で配信（収録企画）。事前に視聴者から「レギュラー出演者に手伝ってほしいこと」を募集。各メンバーがそれぞれ2組の視聴者を訪問し、視聴者のお手伝いをする。
- 2019ななにー大運動会
  - 第21回で配信。60人の芸能人が稲垣・草彅・香取の3チームに分かれて各競技を行う。50m走、ラグビーボールをバトン代わりにする「ラグビーリレー」、障害物をクリアしながらMattの姿に変装する「Matt障害物競争」などが行われた。香取チームが最下位となり、キャプテンの香取が男色ディーノから罰ゲームを受けた。

## スタッフ
- 編成プロデューサー：谷口達彦

個別のコーナーは別にして、番組の全体的なトータルデザインは香取が中心となり構成していることを谷口が明かしている。

## テーマソング
- 新しい地図『72かのナニかの何?』[1]（作詞：大竹創作　作曲・編曲：山下宏明） - (第1回 - 第46回)
- 新しい地図『だったらdance!!』（作詞：MIKEY（東京ゲゲゲイ）　作曲・編曲：コモリタミノル） - (第47回 - 第63回)

## 備考
- 当番組配信30分前の16:30（第25回以降は14:30）からは、前回の名場面を交えたカウントダウン番組が配信された。
- 19:00～19:52頃までは香取と草彅がレギュラー出演するbayfmのラジオ番組『ShinTsuyo POWER SPLASH』の放送と被るため、当該時間帯は「新しいベイの窓」と題してAbemaTVとbayfmの同時放送となる時間帯があったが（bayfmがAbemaTVの音声を配信するコーナーを設けて対応）、2023年6月4日をもって終了した。
- タイトルの通り、7.2時間、すなわち7時間12分（432分）の配信時間であるが、回によっては時間を延長する場合があった。
  - 第11回（2019年2月3日配信）では「THEものマネー」の企画が終了予定時刻までに収まらなかったため、AbemaTVの計らいにより約13分の配信時間延長があり、2月4日0:25頃に終了した。
  - 第12回（2019年3月3日配信）でも「ななにー人狼ゲーム」が長引いたため、約12分延長し3月4日0:24頃に終了した。
  - 第14回（2019年4月30日配信）は、平成から令和への元号またぎによる特別編成で、5月1日0:30まで配信された。
- 配信中、随時SNSを用いたプレゼント企画があった。このプレゼントへの応募時間中（約2分間）は、「マネキンチャレンジ」と称して、出演者が微動だにしないことが恒例だった。ただし香取など一部出演者は、チャレンジ用の特定カメラからフレームアウトする度に、ひっそりと移動したりマネキンポーズ等を変えていたりした。
- 第20回（2019年12月1日配信）にて、日本財団を通じての「ななにー基金」の設立を発表した。2019年に発生した「令和元年東日本台風（台風19号）」をはじめとする大型台風や豪雨の被災者に向けて、視聴者より支援金を募った（2020年5月31日まで）[19]。
- 第25回（2020年4月5日配信）は、新型コロナウイルスが感染拡大している状況から、当初予定されていた配信内容が大幅に変更された。冒頭の約2時間のみを生配信とし、レギュラー3人のトーク、出演予定だった速水もこみち、Mattとの生電話、視聴者からのコメントの紹介を行った。通常コーナーは、収録済みだった「インテリゴロウ」[18]と「ななにーNEWS」のみ配信。生配信終了後は、第17回の特別企画「夏休み あなたの家に行きます 7.2(なに)したらいいですか?」（後半のみ）、および第20回のSPライブ総集編「歌で日本を元気に」を再配信した[20]。
- 第26回（2020年5月3日配信）は、前回と同様の状況から、レギュラー3人と準レギュラー陣、およびゲスト[注 45]がリモートでトークする「リモートななにー」をメインに配信した。通常コーナーの配信はなく、20:30ごろに生配信を終了した。その後は22:15まで、過去のホンネトーク（第2回のたけし軍団、第10回の古舘伊知郎）を再配信した[21]。
- 第63回（2023年6月4日配信）にて月1回の生配信の終了を発表後、次の第一日曜日である2023年7月2日の配信は休止となったが[22]、同年7月30日20:00および同年8月20日20:00に、リニューアルの事前番組として『72分タクシー』を配信した。7月30日は予告編の『72分タクシー ～出発進行編～』を配信（7分20秒）[23]。8月20日は本編の『72分タクシー』を配信（72分）。各メンバーと番組に新加入するプロデューサーの高橋弘樹が1対1で顔合わせし、タクシーで都内各所を巡りながら今後何をしたいかなどを各72分間ずつ語り合った[24]。
- 2023年9月24日20:00に、リニューアルの事前番組『ななにー企画会議』を配信した（72分）。レギュラー、準レギュラーのメンバーのほか、ゲストとして脚本家の金沢知樹、プロデューサーの若新雄純、コントユニット「ダウ90000」の蓮見翔が出演し、レギュラー陣にリニューアル後の新企画をプレゼンした[25]。
- 2023年10月29日20:00に、本来10月からのリニューアル予定だったものが11月にずれ込んだことで、事前番組『【ななにー特番】番組が間に合いませんでした。』を配信した（27分）[26]。この番組の中で、リニューアル番組のタイトルが『ななにー 地下ABEMA』と発表された[27]。